# Uncinia aspericaulis
Uncinia aspericaulis är en halvgräsart som beskrevs av Gerald A. Wheeler. Uncinia aspericaulis ingår i släktet Uncinia och familjen halvgräs. Inga underarter finns listade i Catalogue of Life.